# Леонидас Бехракис
Леонидас Бехракис (на гръцки: Λεωνίδας Μπεχράκης) е гръцки военен и революционер, деец на Гръцката въоръжена пропаганда в Македония в началото на XX век.

## Биография
Роден е в Ареополи (Цимова), главния център на пелопонеската област Мани. Влиза в гръцката армия като антиполохагос. Присъединява се към гръцката пропаганда в Македония и действа като агент в Кавала.